# 高杉敬二
高杉 敬二（たかすぎ けいじ、1940年2月4日 - ）は、日本の実業家である。本名は相良興邦。主に芸能関係の事業を行っており、かつては芸能事務所「ボンド企画」を経営していた。現在は、株式会社ビーエムアイ社長。

## 経歴
関東州大連（当時）に生まれる。
1964年から1966年頃までファッションモデルとしての経験をもつ。その後モデル事務所のマネジャーをしていたが1967年に日本テレビ「11PM」にカバガールを探し手掛けて出演させたのがきっかけでボンド企画を設立する。
株式会社ボンド企画社長として、松崎しげるのマネージメントを担当したのを始め、杏里や松本伊代など、多くのタレントを育てた。また、芸能プロデューサーの秋元康を使って、「おニャン子クラブ」や「ジャパン女子プロレス」などの企画を仕掛けたのも高杉であると言われる。
同社は1992年（平成4年）に倒産したが、同社に所属していた歌手の本田美奈子とはその後も活動を共にし、新たに設立した株式会社ビーエムアイにおいて、本田がアイドル歌手からミュージカル女優へと転換するのを助けた。2005年（平成17年）に本田が白血病で死亡すると、本田の遺志を継いだ高杉は、NPO法人 『LIVE FOR LIFE』の発起人となり、同法人の活動に従事している。

## 交友関係
フジテレビの社長をしていた羽佐間重彰とは羽佐間がニッポン放送時代に編成局長をしていた頃にタレントを出演させた時からの付き合いである。またフジテレビの石田弘プロデューサーとも1972年からの大親友で石田が担当する番組には公私を超えて優先的にタレント起用に持ち込んだ。

## 家族
実娘は、元タレントの河村和奈。

## ボンド企画元所属者
- 松崎しげる
- 本田美奈子.
- 岡田奈々
- 大場久美子
- 高部知子
- 水谷大輔
- 麻生真美子&キャプテン
- 少女隊
- 新田恵利
- 福永恵規
- 高岡早紀
- 角松敏生
- 加藤幸子
- 松本伊代

## 補足
1. ↑  JAME正会員（株）ボンド
2. 1 2  週刊新潮（1987年6月4日号）「芸能ヤングが跪拝するボンドプロ」39 - 41頁。
3. ↑  “出会いは意外なところに......三宅健、熱愛のお相手は"大物"の娘！（1/2）”.   livedoorNEWS (2010年6月1日). 2017年6月27日閲覧。